# Eleições legislativas portuguesas de 1999
As eleições legislativas portuguesas de 1999 realizaram-se a 10 de outubro de 1999, no calendário normal previsto na Constituição, após o cumprimento dos quatro anos de mandato da anterior legislatura.
O Partido Socialista (PS), de António Guterres, conseguiu uma nova vitória com 44,1% dos votos, mas falhou a maioria absoluta por apenas um deputado, elegendo o mesmo número de deputados que todos os restantes partidos: 115–115.
O Partido Social Democrata (PPD/PSD), agora liderado por José Manuel Durão Barroso, obteve um resultado pior que o de 1995, perdendo inclusivamente sete deputados. Os social-democratas continuavam a tentar recuperar do fim do ciclo de dez anos de poder de Aníbal Cavaco Silva, primeiro-ministro de 1985 a 1995.
A CDU – Coligação Democrática Unitária (PCP–PEV), entre o Partido Comunista Português (PCP) e o Partido Ecologista "Os Verdes" (PEV), conseguiu, pela primeira vez desde 1985, reverter o seu declínio e obter uma subida na votação, elengendo mais deputados ao obter 9,0% e dezassete mandatos.
O Partido Popular (CDS-PP), que tinha Paulo Portas como presidente, elegeu os mesmos quinze deputados que tinha conseguido em 1995, isto apesar de uma ligeira descida na votação.
A grande surpresa foi a erupção do Bloco de Esquerda (B.E.) — partido nascido da fusão dos partidos União Democrática Popular (UDP), Partido Socialista Revolucionário (PSR) e Política XXI (PXXI) e de outras correntes da esquerda —, que conseguiu eleger os seus primeiros dois deputados.
A participação nestas eleições foi a mais baixa de sempre à data, com pouco mais de 61% de eleitores a votarem.
Esta legislatura seria atribulada pelo impossibilidade do PS obter a maioria absoluta, vendo-se obrigado a recorrer a um deputado do CDS–PP (Daniel Campelo, presidente da Câmara Municipal de Ponte de Lima) para conseguir aprovar os seus últimos dois orçamentos (para 2001 e 2002), facto que ficou conhecido como o caso do "Queijo Limiano". Guterres apresentaria a sua demissão após a derrota nas autárquicas de 2001, provocando eleições antecipadas.

## Partidos
Os partidos ou coligações que elegeram deputados foram os seguintes:
| Partidos | Partidos                             | Partidos | Líder                     | Ideologia               | Espectro        |
| -------- | ------------------------------------ | -------- | ------------------------- | ----------------------- | --------------- |
|          | Partido Socialista                   | PS       | António Guterres          | Social-democracia       | Centro-esquerda |
|          | Partido Social Democrata             | PPD/PSD  | José Manuel Durão Barroso | Conservadorismo liberal | Centro-direita  |
|          | CDU – Coligação Democrática Unitária | PCP–PEV  | Carlos Carvalhas          | Comunismo               | Esquerda        |
|          | Partido Popular                      | CDS–PP   | Paulo Portas              | Conservadorismo         | Direita         |
|          | Bloco de Esquerda                    | B.E.     | Francisco Louçã           | Socialismo              | Esquerda        |

## Cabeças de lista por círculo eleitoral

### Partidos com representação parlamentar
| Círculo eleitoral | PS                         | PPD/PSD                    | CDS–PP                | PCP–PEV                | B.E.            |
| Círculo eleitoral |                            |                            |                       |                        |                 |
| ----------------- | -------------------------- | -------------------------- | --------------------- | ---------------------- | --------------- |
| Aveiro            | João Cravinho              | Luís Marques Mendes        | Paulo Portas          | Joaquim Silva          |                 |
| Beja              | Rui Cunha                  |                            |                       | António Rodeia Machado | Alberto Matos   |
| Braga             | Francisco Mesquita Machado | José Manuel Fernandes      | José Ribeiro e Castro | Agostinho Lopes        |                 |
| Bragança          | Armando Vara               | Luís Machado Rodrigues     |                       | Lídio Correia          |                 |
| Castelo Branco    | António Guterres           | Fernando Penha             |                       | Luís Garra             |                 |
| Coimbra           | Manuel Alegre              | Pedro Santana Lopes        |                       | Mário Nogueira         |                 |
| Évora             | Luís Capoulas Santos       | Maria do Céu Ramos         |                       | Lino de Carvalho       |                 |
| Faro              | José Apolinário            | Maria Isabel Soares        |                       | Carlos Figueira        |                 |
| Guarda            | Maria do Carmo Borges      | Álvaro Amaro               |                       | Luísa Araújo           |                 |
| Leiria            | Eduardo Ferro Rodrigues    | Joaquim Ferreira do Amaral | Celeste Cardona       | Rogério Raimundo       |                 |
| Lisboa            | António Almeida Santos     | José Durão Barroso         | Luís Nobre Guedes     | Carlos Carvalhas       | Francisco Louçã |
| Portalegre        | Júlio Miranda Calha        | João Maçãs                 |                       | Joaquim Miranda        |                 |
| Porto             | Fernando Gomes             | José Vieira de Carvalho    | Manuel Queiró         | João Amaral            |                 |
| Santarém          | Jorge Lacão                | Miguel Relvas              | António Pires de Lima | Luísa Mesquita         |                 |
| Setúbal           | Jorge Coelho               | António Capucho            | Raúl Fernandes        | Octávio Teixeira       |                 |
| Viana do Castelo  | Rui Solheiro               | Francisco Araújo           | Daniel Campelo        | João Duarte            |                 |
| Vila Real         | Vítor Ramalho              | Manuel Martins             |                       | Virgílio Alves         |                 |
| Viseu             | José Junqueiro             | Fernando Ruas              | Basílio Horta         | Francisco Almeida      |                 |
| Açores            | José Medeiros Ferreira     | João Mota Amaral           |                       | Mário Abrantes         |                 |
| Madeira           | José Mota Torres           | Alberto João Jardim        |                       | Marco Gonçalves        |                 |
| Europa            | Carlos Luís                |                            |                       | Manuel Beja            |                 |
| Fora da Europa    | Vítor Roque                | Maria Manuela Moreira      |                       | Davide Quintans        |                 |
| Fontes            | [ 8 ]                      | [ 8 ]                      | [ 8 ]                 | [ 9 ]                  | [ 8 ]           |

## Debates
| Debates        | Debates            | Debates       | Debates                                 | Debates                                 | Debates                                 | Debates                                 | Debates                                 | Debates    |         |   |   |        |  |
| Data           | Estação televisiva | Moderador(es) | Nome Presente A Ausente N Não Convidado | Nome Presente A Ausente N Não Convidado | Nome Presente A Ausente N Não Convidado | Nome Presente A Ausente N Não Convidado | Nome Presente A Ausente N Não Convidado | Audiências |         |   |   |        |  |
| Data           | Estação televisiva | Moderador(es) | PS                                      | PPD/PSD                                 | CDS–PP                                  | PCP–PEV                                 | Refs                                    | Audiências |         |   |   |        |  |
| -------------- | ------------------ | ------------- | --------------------------------------- | --------------------------------------- | --------------------------------------- | --------------------------------------- | --------------------------------------- | ---------- | ------- | - | - | ------ |  |
| Data           | Estação televisiva | Moderador(es) | 16 de setembro                          | SIC                                     | José Alberto Carvalho                   | Guterres                                | Refs                                    | Audiências | Barroso | N | N | [ 10 ] |  |
| 17 de setembro | N                  | N             | Portas                                  | SIC                                     | José Alberto Carvalho                   | Carvalhas                               | [ 10 ]                                  |            |         |   |   |        |  |
| 19 de setembro | N                  | Barroso       | N                                       | SIC                                     | José Alberto Carvalho                   | Carvalhas                               | [ 10 ]                                  |            |         |   |   |        |  |
| 20 de setembro | Guterres           | N             | Portas                                  | SIC                                     | José Alberto Carvalho                   | N                                       | [ 10 ]                                  |            |         |   |   |        |  |
| 21 de setembro | Guterres           | N             | N                                       | SIC                                     | José Alberto Carvalho                   | Carvalhas                               | [ 10 ]                                  |            |         |   |   |        |  |
| 22 de setembro | N                  | Barroso       | Portas                                  | SIC                                     | José Alberto Carvalho                   | N                                       | [ 10 ]                                  |            |         |   |   |        |  |
| 23 de setembro | RTP1               | Judite Sousa  | Guterres                                | Barroso                                 | Portas                                  | Carvalhas                               | [ 11 ]                                  |            |         |   |   |        |  |

## Resultados nacionais
| Partido                                                     | Partido                                         | Votos     | %               | +/-     | Deputados | +/-     |
| ----------------------------------------------------------- | ----------------------------------------------- | --------- | --------------- | ------- | --------- | ------- |
|                                                             | Partido Socialista                              | 2 385 922 | 44,06 / 100,00  | 0,30    | 115 / 230 | 3       |
|                                                             | Partido Social Democrata                        | 1 750 158 | 32,32 / 100,00  | 1,80    | 81 / 230  | 7       |
|                                                             | CDU – Coligação Democrática Unitária (a)        | 487 058   | 8,99 / 100,00   | 0,42    | 17 / 230  | 2       |
|                                                             | Partido Popular                                 | 451 643   | 8,34 / 100,00   | 0,71    | 15 / 230  | Estável |
|                                                             | Bloco de Esquerda                               | 132 333   | 2,44 / 100,00   | Novo    | 2 / 230   | Novo    |
|                                                             | Partido Comunista dos Trabalhadores Portugueses | 40 006    | 0,74 / 100,00   | 0,04    | 0 / 230   | Estável |
|                                                             | Movimento O Partido da Terra                    | 19 938    | 0,37 / 100,00   | 0,23    | 0 / 230   | Estável |
|                                                             | Partido Popular Monárquico                      | 16 522    | 0,31 / 100,00   | -       | 0 / 230   | -       |
|                                                             | Partido de Solidariedade Nacional               | 11 488    | 0,21 / 100,00   | Estável | 0 / 230   | Estável |
|                                                             | Partido Humanista                               | 7 346     | 0,14 / 100,00   | Novo    | 0 / 230   | Novo    |
|                                                             | Partido Operário de Unidade Socialista          | 4 104     | 0,08 / 100,00   | 0,04    | 0 / 230   | Estável |
|                                                             | Partido Democrático do Atlântico                | 438       | 0,01 / 100,00   | 0,03    | 0 / 230   | Estável |
| Votos inválidos                                             | Votos inválidos                                 | 108 194   | 2,00 / 100,00   | 0,08    |           |         |
| Total                                                       | Total                                           | 5 415 150 | 100,00 / 100,00 |         | 230 / 230 |         |
| Eleitorado/Participação                                     | Eleitorado/Participação                         | 8 864 604 | 61,09 / 100,00  | 5,21    |           |         |
| Fonte                                                       | Fonte                                           | [ 12 ]    | [ 12 ]          | [ 12 ]  | [ 12 ]    | [ 12 ]  |
| (a) Coligação entre PCP (15 deputados) e PEV (2 deputados). |                                                 |           |                 |         |           |         |

## Tabela de resultados por círculo eleitoral
|                   | %    | D   | %       | D       | %       | D       | %      | D      | %    | D    |                 |           |
| ----------------- | ---- | --- | ------- | ------- | ------- | ------- | ------ | ------ | ---- | ---- | --------------- | --------- |
| Círculo eleitoral | PS   | PS  | PPD/PSD | PPD/PSD | PCP–PEV | PCP–PEV | CDS–PP | CDS–PP | B.E. | B.E. | Total deputados | Votantes  |
| Açores            | 53,3 | 3   | 35,8    | 2       | 1,7     | -       | 5,6    | -      | 1,1  | -    | 5               | 93 724    |
| Aveiro            | 40,2 | 7   | 38,3    | 6       | 3,5     | -       | 13,6   | 2      | 1,3  | -    | 15              | 362 337   |
| Beja              | 46,7 | 2   | 14,5    | -       | 28,3    | 1       | 3,9    | -      | 1,6  | -    | 3               | 85 015    |
| Braga             | 44,3 | 8   | 36,7    | 7       | 5,4     | 1       | 8,9    | 1      | 1,2  | -    | 17              | 439 892   |
| Bragança          | 39,7 | 2   | 45,1    | 2       | 2,6     | -       | 8,7    | -      | 0,8  | -    | 4               | 82 330    |
| Castelo Branco    | 51,6 | 3   | 32,0    | 2       | 5,3     | -       | 6,3    | -      | 1,2  | -    | 5               | 122 633   |
| Coimbra           | 47,2 | 6   | 35,2    | 4       | 6,1     | -       | 6,0    | -      | 2,0  | -    | 10              | 232 263   |
| Évora             | 45,7 | 2   | 18,7    | 1       | 24,6    | 1       | 5,1    | -      | 1,5  | -    | 4               | 92 696    |
| Faro              | 48,4 | 5   | 29,5    | 3       | 8,3     | -       | 7,3    | -      | 2,3  | -    | 8               | 180 199   |
| Guarda            | 43,4 | 2   | 39,2    | 2       | 3,2     | -       | 9,8    | -      | 1,1  | -    | 4               | 102 094   |
| Leiria            | 36,8 | 4   | 42,6    | 5       | 5,3     | -       | 9,9    | 1      | 1,7  | -    | 10              | 232 863   |
| Lisboa            | 42,7 | 23  | 27,3    | 14      | 12,3    | 6       | 8,5    | 4      | 4,9  | 2    | 49              | 1 139 706 |
| Madeira           | 35,1 | 2   | 46,2    | 3       | 2,8     | -       | 10,9   | -      | 1,2  | -    | 5               | 121 658   |
| Portalegre        | 51,2 | 2   | 22,5    | 1       | 15,0    | -       | 5,9    | -      | 1,2  | -    | 3               | 71 348    |
| Porto             | 48,0 | 19  | 32,7    | 13      | 6,2     | 2       | 7,5    | 3      | 2,3  | -    | 37              | 915 141   |
| Santarém          | 45,5 | 5   | 30,2    | 3       | 10,1    | 1       | 8,1    | 1      | 2,0  | -    | 10              | 242 530   |
| Setúbal           | 43,7 | 8   | 18,0    | 3       | 24,8    | 5       | 5,6    | 1      | 3,5  | -    | 17              | 390 405   |
| Viana do Castelo  | 40,2 | 3   | 35,8    | 2       | 5,0     | -       | 14,0   | 1      | 1,2  | -    | 6               | 137 217   |
| Vila Real         | 40,8 | 2   | 45,5    | 3       | 2,4     | -       | 6,8    | -      | 0,8  | -    | 5               | 124 410   |
| Viseu             | 38,1 | 4   | 44,3    | 4       | 2,2     | -       | 10,5   | 1      | 1,2  | -    | 9               | 203 767   |
| Europa            | 55,4 | 2   | 24,7    | -       | 5,3     | -       | 3,2    | -      | 0,6  | -    | 2               | 25 750    |
| Fora da Europa    | 39,8 | 1   | 49,5    | 1       | 1,7     | -       | 3,5    | -      | 0,4  | -    | 2               | 17 124    |
| Portugal          | 44,1 | 115 | 32,3    | 81      | 9,0     | 17      | 8,3    | 15     | 2,4  | 2    | 230             | 5 415 150 |

## Resultados por concelho

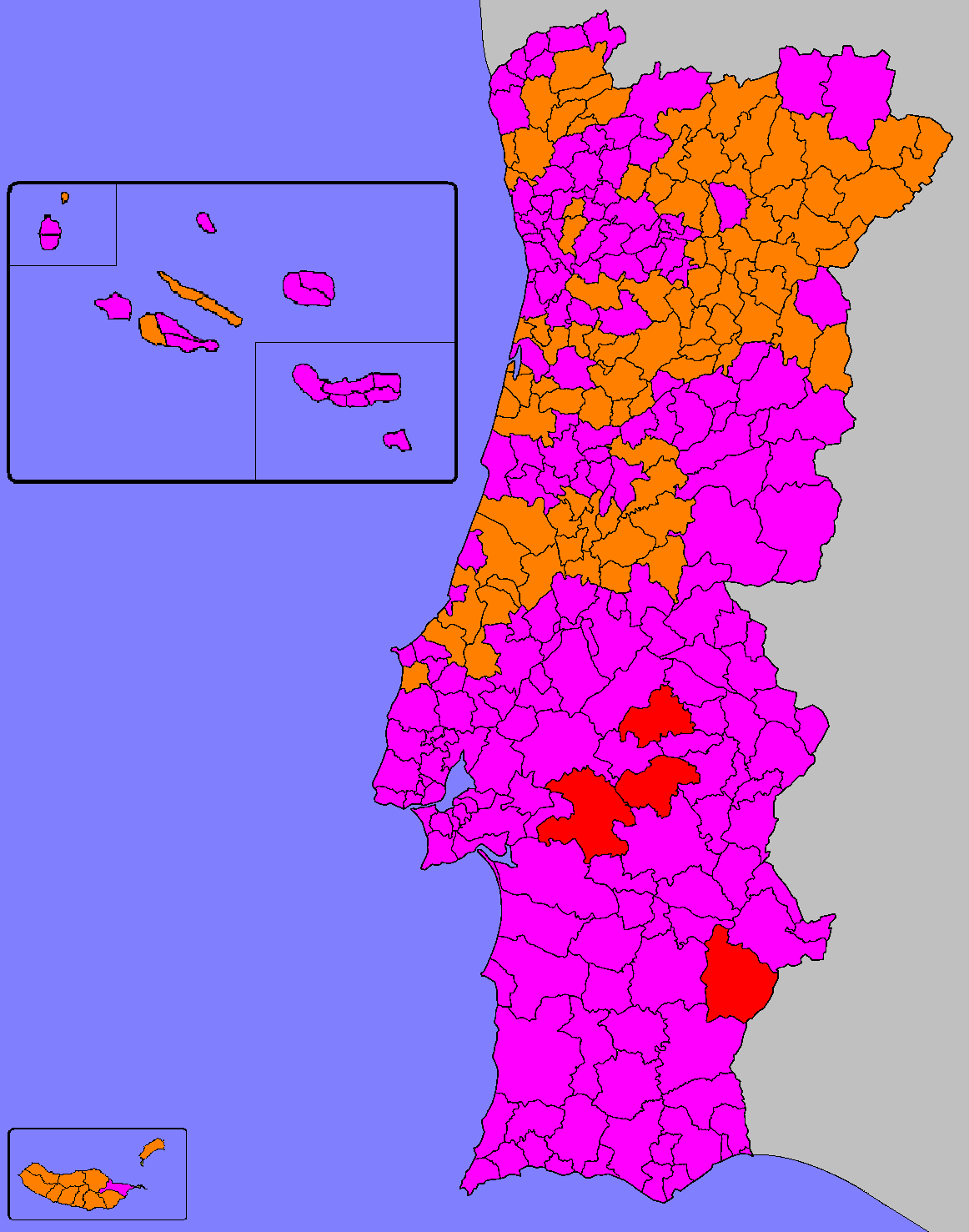
Partido mais votado por concelho. Legenda: Rosa – PS; Laranja – PPD/PSD; Vermelho – PCP–PEV.

A seguinte tabela contém os resultados obtidos pelos partidos que tiveram pelo menos 1% dos votos expressos a nível nacional:
| Concelhos                   | %    | %       | %       | %      | %    | Votantes  |
| Concelhos                   | PS   | PPD/PSD | PCP–PEV | CDS–PP | B.E. | Votantes  |
| --------------------------- | ---- | ------- | ------- | ------ | ---- | --------- |
| Abrantes                    | 53,2 | 24,1    | 8,9     | 6,8    | 2,5  | 23 635    |
| Águeda                      | 40,9 | 38,6    | 3,4     | 13,1   | 1,0  | 24 697    |
| Aguiar da Beira             | 26,7 | 49,3    | 0,9     | 19,6   | 0,5  | 3 501     |
| Alandroal                   | 46,3 | 12,6    | 32,4    | 3,6    | 0,6  | 3 627     |
| Albergaria-a-Velha          | 34,1 | 40,9    | 2,6     | 18,8   | 0,7  | 11 837    |
| Albufeira                   | 46,1 | 33,3    | 6,4     | 8,0    | 1,9  | 11 289    |
| Alcácer do Sal              | 49,0 | 10,7    | 30,1    | 3,4    | 1,8  | 7 896     |
| Alcanena                    | 43,5 | 30,7    | 9,9     | 10,3   | 1,4  | 8 187     |
| Alcobaça                    | 37,6 | 41,0    | 7,3     | 8,9    | 1,3  | 30 676    |
| Alcochete                   | 47,6 | 15,2    | 25,6    | 5,1    | 2,4  | 5 918     |
| Alcoutim                    | 49,9 | 36,4    | 6,5     | 3,0    | 0,8  | 2 371     |
| Alenquer                    | 50,5 | 22,0    | 15,1    | 6,2    | 1,8  | 18 979    |
| Alfândega da Fé             | 41,0 | 43,4    | 2,6     | 8,7    | 0,8  | 3 830     |
| Alijó                       | 42,7 | 42,5    | 2,3     | 7,4    | 0,9  | 7 509     |
| Aljezur                     | 52,0 | 19,5    | 13,6    | 6,6    | 1,7  | 2 711     |
| Aljustrel                   | 43,5 | 8,0     | 39,0    | 2,8    | 1,5  | 5 994     |
| Almada                      | 43,2 | 19,9    | 22,1    | 6,2    | 4,3  | 88 095    |
| Almeida                     | 40,2 | 40,4    | 2,9     | 12,5   | 0,9  | 5 205     |
| Almeirim                    | 57,6 | 20,2    | 11,1    | 6,1    | 1,6  | 10 995    |
| Almodôvar                   | 54,3 | 23,2    | 11,0    | 4,1    | 1,6  | 4 605     |
| Alpiarça                    | 46,2 | 10,2    | 35,6    | 3,3    | 1,6  | 4 450     |
| Alter do Chão               | 47,6 | 24,0    | 17,0    | 5,9    | 0,6  | 2 313     |
| Alvaiázere                  | 18,9 | 68,6    | 0,7     | 9,1    | 0,5  | 5 057     |
| Alvito                      | 42,5 | 17,7    | 29,6    | 4,4    | 1,1  | 1 455     |
| Amadora                     | 44,1 | 23,9    | 15,8    | 7,0    | 4,8  | 93 991    |
| Amarante                    | 52,8 | 35,0    | 2,6     | 5,0    | 1,6  | 28 495    |
| Amares                      | 39,0 | 41,7    | 2,3     | 13,2   | 0,6  | 9 316     |
| Anadia                      | 34,1 | 45,3    | 2,2     | 13,6   | 1,2  | 16 650    |
| Angra do Heroísmo           | 54,5 | 34,1    | 1,1     | 6,8    | 1,3  | 14 843    |
| Ansião                      | 31,6 | 56,2    | 1,3     | 7,4    | 0,8  | 8 162     |
| Arcos de Valdevez           | 36,1 | 50,0    | 2,0     | 7,5    | 0,6  | 13 367    |
| Arganil                     | 43,8 | 45,2    | 1,8     | 4,7    | 0,8  | 7 985     |
| Armamar                     | 27,7 | 56,1    | 2,4     | 9,1    | 0,8  | 4 316     |
| Arouca                      | 29,8 | 47,2    | 1,6     | 17,4   | 0,7  | 12 785    |
| Arraiolos                   | 37,0 | 15,0    | 39,1    | 3,1    | 1,2  | 4 446     |
| Arronches                   | 54,8 | 24,8    | 11,6    | 5,4    | 0,5  | 1 972     |
| Arruda dos Vinhos           | 50,0 | 27,1    | 11,1    | 5,7    | 1,9  | 4 836     |
| Aveiro                      | 37,0 | 35,3    | 3,8     | 17,8   | 2,7  | 36 975    |
| Avis                        | 30,8 | 16,5    | 45,0    | 2,7    | 1,2  | 3 177     |
| Azambuja                    | 51,1 | 19,6    | 16,3    | 5,6    | 2,7  | 10 389    |
| Baião                       | 53,3 | 36,0    | 2,1     | 4,5    | 0,4  | 10 886    |
| Barcelos                    | 38,3 | 46,8    | 2,7     | 8,4    | 1,0  | 66 192    |
| Barrancos                   | 51,5 | 4,1     | 27,9    | 8,1    | 1,1  | 1 062     |
| Barreiro                    | 40,6 | 13,4    | 34,0    | 4,2    | 3,9  | 46 133    |
| Batalha                     | 27,0 | 46,6    | 1,6     | 19,4   | 1,3  | 8 177     |
| Beja                        | 43,4 | 15,6    | 30,2    | 4,3    | 2,5  | 18 405    |
| Belmonte                    | 57,2 | 26,9    | 5,1     | 6,1    | 0,8  | 3 791     |
| Benavente                   | 41,4 | 20,5    | 22,3    | 8,6    | 2,5  | 9 396     |
| Bombarral                   | 37,8 | 37,6    | 6,2     | 13,3   | 1,4  | 6 855     |
| Borba                       | 57,2 | 15,6    | 18,0    | 3,5    | 1,1  | 4 473     |
| Boticas                     | 32,9 | 57,7    | 2,0     | 3,6    | 0,3  | 4 113     |
| Braga                       | 44,6 | 31,6    | 8,4     | 9,0    | 2,3  | 86 177    |
| Bragança                    | 43,3 | 41,8    | 3,6     | 6,7    | 1,2  | 17 375    |
| Cabeceiras de Basto         | 49,6 | 39,6    | 1,6     | 5,7    | 0,6  | 9 760     |
| Cadaval                     | 48,2 | 34,9    | 4,2     | 7,4    | 1,1  | 6 598     |
| Caldas da Rainha            | 37,7 | 41,4    | 4,8     | 10,4   | 2,2  | 23 131    |
| Calheta                     | 32,2 | 57,5    | 0,3     | 7,1    | 0,5  | 1 914     |
| Calheta                     | 15,7 | 61,5    | 1,0     | 18,5   | 0,5  | 6 049     |
| Câmara de Lobos             | 25,1 | 59,1    | 2,8     | 8,8    | 0,7  | 12 509    |
| Caminha                     | 47,2 | 32,3    | 7,1     | 7,4    | 1,7  | 9 564     |
| Campo Maior                 | 53,8 | 12,8    | 24,7    | 4,2    | 1,2  | 4 305     |
| Cantanhede                  | 39,6 | 45,7    | 2,4     | 8,1    | 1,0  | 20 332    |
| Carrazeda de Ansiães        | 34,9 | 49,1    | 2,0     | 10,1   | 0,6  | 4 687     |
| Carregal do Sal             | 37,3 | 48,0    | 1,8     | 8,7    | 0,9  | 5 327     |
| Cartaxo                     | 53,5 | 21,6    | 11,3    | 7,3    | 2,0  | 12 160    |
| Cascais                     | 37,8 | 32,4    | 8,9     | 11,6   | 4,9  | 86 944    |
| Castanheira de Pera         | 57,4 | 30,6    | 2,5     | 3,8    | 0,8  | 1 916     |
| Castelo Branco              | 55,8 | 28,2    | 4,2     | 6,7    | 1,7  | 32 008    |
| Castelo de Paiva            | 48,6 | 41,0    | 1,8     | 4,8    | 1,0  | 8 937     |
| Castelo de Vide             | 53,3 | 25,3    | 7,4     | 6,8    | 2,2  | 2 257     |
| Castro Daire                | 34,9 | 50,2    | 1,3     | 9,3    | 0,7  | 8 813     |
| Castro Marim                | 56,7 | 28,0    | 5,1     | 4,6    | 1,1  | 3 564     |
| Castro Verde                | 48,4 | 12,2    | 30,1    | 2,7    | 2,2  | 3 739     |
| Celorico da Beira           | 45,0 | 40,2    | 2,2     | 9,0    | 0,8  | 5 166     |
| Celorico de Basto           | 34,7 | 49,0    | 1,7     | 10,6   | 0,4  | 11 039    |
| Chamusca                    | 53,5 | 17,1    | 17,7    | 6,2    | 1,5  | 5 884     |
| Chaves                      | 40,0 | 46,8    | 2,4     | 6,1    | 0,8  | 24 248    |
| Cinfães                     | 48,0 | 36,6    | 2,3     | 8,2    | 0,5  | 9 502     |
| Coimbra                     | 47,4 | 29,5    | 9,8     | 6,3    | 3,5  | 79 838    |
| Condeixa-a-Nova             | 52,9 | 29,9    | 7,7     | 4,1    | 1,5  | 6 877     |
| Constância                  | 57,9 | 17,7    | 12,5    | 5,9    | 0,9  | 2 197     |
| Coruche                     | 43,5 | 19,0    | 26,0    | 6,4    | 1,3  | 11 567    |
| Corvo                       | 24,7 | 45,2    | 0,8     | 26,6   | 2,3  | 259       |
| Covilhã                     | 57,3 | 21,5    | 10,2    | 6,1    | 1,3  | 31 794    |
| Crato                       | 52,6 | 18,3    | 18,2    | 4,9    | 1,1  | 2 634     |
| Cuba                        | 46,1 | 9,7     | 35,8    | 2,6    | 1,1  | 2 757     |
| Elvas                       | 61,3 | 19,0    | 7,2     | 7,6    | 1,4  | 11 500    |
| Entroncamento               | 49,4 | 24,0    | 10,3    | 7,7    | 4,1  | 9 615     |
| Espinho                     | 45,9 | 31,7    | 8,5     | 8,5    | 1,8  | 20 804    |
| Esposende                   | 35,1 | 39,9    | 3,0     | 17,3   | 1,0  | 17 215    |
| Estarreja                   | 37,1 | 42,0    | 4,1     | 12,4   | 1,4  | 13 447    |
| Estremoz                    | 47,4 | 24,9    | 15,6    | 6,1    | 1,4  | 8 556     |
| Évora                       | 48,0 | 19,9    | 19,5    | 6,2    | 2,3  | 29 088    |
| Fafe                        | 52,7 | 32,8    | 4,1     | 6,3    | 0,6  | 28 587    |
| Faro                        | 46,0 | 28,8    | 9,6     | 7,9    | 3,5  | 27 301    |
| Felgueiras                  | 51,0 | 36,3    | 3,0     | 6,2    | 0,6  | 28 052    |
| Ferreira do Alentejo        | 49,0 | 12,5    | 28,7    | 3,6    | 1,5  | 5 156     |
| Ferreira do Zêzere          | 33,8 | 50,5    | 1,7     | 8,3    | 0,6  | 5 526     |
| Figueira da Foz             | 46,6 | 36,1    | 6,6     | 5,2    | 1,7  | 32 362    |
| Figueira de Castelo Rodrigo | 46,0 | 42,3    | 1,6     | 6,4    | 0,6  | 4 170     |
| Figueiró dos Vinhos         | 34,9 | 53,0    | 1,3     | 6,3    | 0,6  | 4 471     |
| Fornos de Algodres          | 38,3 | 46,4    | 2,2     | 10,1   | 0,5  | 3 675     |
| Freixo de Espada à Cinta    | 43,9 | 44,3    | 2,1     | 6,0    | 0,9  | 2 568     |
| Fronteira                   | 49,3 | 26,6    | 12,7    | 5,7    | 1,2  | 2 444     |
| Funchal                     | 38,9 | 39,4    | 3,9     | 11,7   | 1,8  | 55 786    |
| Fundão                      | 56,6 | 27,8    | 4,7     | 5,5    | 1,4  | 17 113    |
| Gavião                      | 63,4 | 17,5    | 10,1    | 4,1    | 0,8  | 3 185     |
| Góis                        | 53,9 | 35,5    | 1,5     | 3,4    | 0,9  | 2 958     |
| Golegã                      | 51,6 | 18,8    | 17,1    | 7,4    | 1,3  | 3 005     |
| Gondomar                    | 48,3 | 30,9    | 9,1     | 5,8    | 2,3  | 83 581    |
| Gouveia                     | 45,3 | 38,0    | 3,9     | 7,8    | 1,3  | 9 411     |
| Grândola                    | 42,8 | 16,3    | 31,1    | 3,5    | 1,8  | 8 466     |
| Guarda                      | 47,7 | 33,2    | 3,4     | 10,4   | 1,5  | 23 580    |
| Guimarães                   | 48,3 | 29,6    | 8,8     | 8,4    | 1,1  | 83 707    |
| Horta                       | 49,0 | 38,2    | 3,6     | 6,0    | 0,8  | 6 291     |
| Idanha-a-Nova               | 56,5 | 29,7    | 3,7     | 5,0    | 0,8  | 7 472     |
| Ílhavo                      | 36,8 | 39,0    | 3,6     | 15,1   | 1,9  | 15 608    |
| Lagoa                       | 58,6 | 31,6    | 1,3     | 4,5    | 0,9  | 4 058     |
| Lagoa                       | 50,9 | 29,6    | 7,2     | 7,2    | 1,5  | 8 761     |
| Lagos                       | 53,5 | 22,8    | 9,8     | 7,1    | 2,7  | 11 926    |
| Lajes das Flores            | 49,0 | 38,4    | 5,2     | 3,9    | 0,4  | 774       |
| Lajes do Pico               | 50,3 | 43,3    | 1,0     | 3,4    | 0,7  | 2 467     |
| Lamego                      | 43,8 | 38,4    | 3,2     | 10,0   | 1,1  | 14 877    |
| Leiria                      | 32,9 | 46,1    | 2,8     | 12,5   | 2,0  | 60 501    |
| Lisboa                      | 39,2 | 29,2    | 10,5    | 10,2   | 6,0  | 360 782   |
| Loulé                       | 44,8 | 36,8    | 4,4     | 7,9    | 2,0  | 26 025    |
| Loures                      | 45,5 | 22,2    | 17,1    | 6,5    | 4,1  | 104 703   |
| Lourinhã                    | 36,6 | 44,3    | 2,1     | 10,6   | 1,9  | 11 676    |
| Lousã                       | 55,9 | 28,8    | 3,6     | 6,2    | 1,5  | 7 914     |
| Lousada                     | 52,9 | 35,2    | 3,2     | 5,2    | 0,5  | 19 928    |
| Mação                       | 43,1 | 41,6    | 3,4     | 7,2    | 0,9  | 6 351     |
| Macedo de Cavaleiros        | 38,7 | 40,8    | 1,9     | 13,9   | 0,9  | 9 670     |
| Machico                     | 50,8 | 38,9    | 2,3     | 4,5    | 0,7  | 10 390    |
| Madalena                    | 44,0 | 45,9    | 1,6     | 5,0    | 0,6  | 2 842     |
| Mafra                       | 45,2 | 34,7    | 5,4     | 7,7    | 2,2  | 24 027    |
| Maia                        | 48,5 | 32,5    | 6,0     | 6,8    | 2,6  | 59 172    |
| Mangualde                   | 40,4 | 43,9    | 2,3     | 8,8    | 1,1  | 10 696    |
| Manteigas                   | 48,3 | 29,9    | 7,8     | 9,4    | 0,9  | 2 038     |
| Marco de Canaveses          | 47,8 | 36,3    | 2,9     | 8,8    | 0,9  | 20 633    |
| Marinha Grande              | 44,7 | 19,9    | 21,9    | 5,8    | 2,5  | 17 544    |
| Marvão                      | 54,1 | 29,0    | 3,7     | 8,0    | 1,3  | 2 358     |
| Matosinhos                  | 53,2 | 25,9    | 7,6     | 6,9    | 3,2  | 86 270    |
| Mealhada                    | 54,2 | 29,1    | 5,8     | 5,9    | 1,6  | 9 859     |
| Mêda                        | 33,4 | 48,3    | 1,7     | 11,5   | 1,2  | 3 731     |
| Melgaço                     | 53,8 | 32,9    | 1,5     | 6,8    | 0,9  | 5 226     |
| Mértola                     | 43,0 | 10,1    | 36,2    | 2,7    | 1,1  | 4 960     |
| Mesão Frio                  | 44,4 | 41,7    | 1,9     | 8,0    | 0,7  | 2 725     |
| Mira                        | 42,5 | 43,8    | 2,0     | 7,2    | 1,2  | 6 977     |
| Miranda do Corvo            | 53,7 | 33,8    | 4,1     | 3,9    | 1,1  | 6 626     |
| Miranda do Douro            | 40,4 | 48,4    | 1,4     | 5,1    | 0,7  | 4 331     |
| Mirandela                   | 33,2 | 47,6    | 3,8     | 11,4   | 0,8  | 12 984    |
| Mogadouro                   | 34,0 | 54,5    | 1,2     | 6,8    | 0,7  | 6 713     |
| Moimenta da Beira           | 37,8 | 41,7    | 2,4     | 13,5   | 0,8  | 5 794     |
| Moita                       | 38,8 | 14,0    | 34,4    | 4,5    | 3,6  | 32 451    |
| Monção                      | 40,8 | 37,3    | 1,7     | 15,7   | 1,0  | 10 386    |
| Monchique                   | 51,7 | 30,6    | 6,9     | 4,9    | 1,4  | 4 422     |
| Mondim de Basto             | 32,2 | 45,5    | 1,7     | 16,0   | 0,7  | 4 154     |
| Monforte                    | 55,2 | 15,3    | 17,5    | 6,7    | 1,0  | 1 931     |
| Montalegre                  | 48,0 | 42,6    | 1,7     | 3,5    | 0,3  | 8 194     |
| Montemor-o-Novo             | 37,5 | 15,1    | 37,9    | 3,9    | 1,1  | 10 957    |
| Montemor-o-Velho            | 53,4 | 27,4    | 7,3     | 6,6    | 1,1  | 12 295    |
| Montijo                     | 46,1 | 21,4    | 18,7    | 6,8    | 2,5  | 19 038    |
| Mora                        | 36,0 | 19,9    | 34,0    | 3,8    | 1,0  | 3 487     |
| Mortágua                    | 42,5 | 43,8    | 2,6     | 5,5    | 1,3  | 5 237     |
| Moura                       | 53,7 | 11,9    | 24,3    | 3,8    | 1,4  | 7 227     |
| Mourão                      | 59,9 | 22,5    | 8,1     | 5,0    | 0,7  | 1 646     |
| Murça                       | 37,0 | 46,2    | 1,4     | 10,2   | 0,7  | 4 018     |
| Murtosa                     | 22,8 | 62,9    | 1,2     | 9,8    | 0,5  | 4 386     |
| Nazaré                      | 50,4 | 29,8    | 8,0     | 5,2    | 2,8  | 7 372     |
| Nelas                       | 43,5 | 41,1    | 1,9     | 8,5    | 1,0  | 5 573     |
| Nisa                        | 53,2 | 23,0    | 12,8    | 5,3    | 0,8  | 5 478     |
| Nordeste                    | 46,9 | 43,9    | 1,5     | 4,5    | 0,5  | 2 963     |
| Óbidos                      | 47,3 | 35,6    | 4,5     | 7,6    | 1,3  | 5 422     |
| Odemira                     | 52,2 | 15,0    | 20,6    | 4,8    | 1,1  | 13 844    |
| Odivelas                    | 46,1 | 26,3    | 12,4    | 6,9    | 4,0  | 71 844    |
| Oeiras                      | 39,0 | 30,1    | 10,5    | 9,4    | 6,8  | 88 127    |
| Oleiros                     | 30,1 | 60,7    | 1,1     | 4,8    | 0,6  | 4 676     |
| Olhão                       | 48,4 | 27,4    | 8,0     | 9,6    | 2,0  | 16 692    |
| Oliveira de Azeméis         | 42,8 | 37,0    | 2,4     | 14,2   | 0,8  | 37 286    |
| Oliveira de Frades          | 31,1 | 49,3    | 1,9     | 13,2   | 0,8  | 5 462     |
| Oliveira do Bairro          | 17,7 | 50,5    | 1,5     | 26,6   | 0,5  | 10 845    |
| Oliveira do Hospital        | 44,1 | 43,3    | 1,6     | 7,1    | 0,7  | 12 124    |
| Ourém                       | 25,3 | 57,3    | 1,5     | 12,0   | 0,9  | 23 469    |
| Ourique                     | 44,0 | 32,2    | 15,9    | 3,2    | 0,7  | 3 748     |
| Ovar                        | 48,1 | 32,9    | 6,5     | 7,5    | 1,7  | 25 580    |
| Paços de Ferreira           | 42,2 | 43,6    | 3,2     | 7,9    | 0,6  | 25 040    |
| Palmela                     | 45,4 | 18,1    | 23,6    | 5,6    | 2,5  | 22 651    |
| Pampilhosa da Serra         | 41,9 | 50,0    | 1,5     | 2,9    | 0,6  | 3 311     |
| Paredes                     | 41,1 | 43,8    | 2,8     | 8,6    | 0,8  | 38 923    |
| Paredes de Coura            | 53,4 | 31,4    | 3,0     | 6,5    | 1,2  | 5 120     |
| Pedrógão Grande             | 30,6 | 59,3    | 0,9     | 4,7    | 0,5  | 2 787     |
| Penacova                    | 43,7 | 43,4    | 4,0     | 5,3    | 0,8  | 8 687     |
| Penafiel                    | 50,2 | 34,7    | 3,9     | 6,9    | 1,0  | 34 550    |
| Penalva do Castelo          | 37,7 | 45,6    | 1,9     | 9,9    | 0,5  | 4 758     |
| Penamacor                   | 52,6 | 30,0    | 2,8     | 8,8    | 0,8  | 4 013     |
| Penedono                    | 39,3 | 46,0    | 2,8     | 6,8    | 0,8  | 1 780     |
| Penela                      | 37,2 | 51,6    | 1,8     | 4,4    | 0,6  | 3 585     |
| Peniche                     | 50,2 | 28,5    | 8,5     | 7,0    | 1,8  | 12 584    |
| Peso da Régua               | 50,4 | 32,0    | 3,8     | 9,1    | 1,1  | 9 119     |
| Pinhel                      | 38,7 | 42,4    | 3,4     | 11,1   | 1,0  | 6 011     |
| Pombal                      | 33,5 | 52,5    | 1,5     | 8,1    | 1,2  | 25 103    |
| Ponta Delgada               | 55,9 | 32,1    | 2,4     | 5,4    | 1,2  | 23 263    |
| Ponta do Sol                | 27,0 | 55,7    | 1,3     | 12,5   | 0,9  | 4 187     |
| Ponte da Barca              | 42,7 | 44,5    | 2,0     | 7,5    | 0,7  | 7 266     |
| Ponte de Lima               | 25,4 | 36,2    | 2,9     | 31,5   | 0,5  | 25 425    |
| Ponte de Sor                | 43,1 | 20,2    | 26,9    | 4,7    | 1,0  | 9 620     |
| Portalegre                  | 50,5 | 29,4    | 7,8     | 7,1    | 1,9  | 14 625    |
| Portel                      | 43,9 | 10,9    | 37,7    | 1,8    | 0,5  | 3 738     |
| Portimão                    | 49,0 | 27,0    | 8,4     | 8,5    | 2,8  | 22 411    |
| Porto                       | 43,2 | 30,9    | 8,6     | 9,8    | 4,4  | 162 341   |
| Porto de Mós                | 36,5 | 43,1    | 2,8     | 12,5   | 1,3  | 13 027    |
| Porto Moniz                 | 33,7 | 55,4    | 0,6     | 7,4    | 0,4  | 2 018     |
| Porto Santo                 | 44,6 | 45,6    | 0,7     | 5,2    | 0,6  | 2 548     |
| Póvoa de Lanhoso            | 45,1 | 42,1    | 1,8     | 7,3    | 0,5  | 12 617    |
| Póvoa de Varzim             | 36,0 | 42,3    | 3,9     | 13,3   | 1,7  | 30 415    |
| Povoação                    | 49,1 | 40,0    | 1,7     | 4,8    | 1,4  | 2 893     |
| Proença-a-Nova              | 36,7 | 51,1    | 1,7     | 7,0    | 0,7  | 6 134     |
| Redondo                     | 45,7 | 17,0    | 24,5    | 5,6    | 1,7  | 3 551     |
| Reguengos de Monsaraz       | 58,4 | 19,1    | 12,9    | 4,0    | 1,1  | 5 409     |
| Resende                     | 46,2 | 41,6    | 1,5     | 6,6    | 0,6  | 6 870     |
| Ribeira Brava               | 63,9 | 20,1    | 1,4     | 9,4    | 1,2  | 6 383     |
| Ribeira de Pena             | 43,9 | 47,0    | 1,1     | 4,9    | 0,3  | 4 160     |
| Ribeira Grande              | 55,9 | 33,8    | 1,5     | 4,0    | 1,9  | 8 931     |
| Rio Maior                   | 39,5 | 41,4    | 3,7     | 10,4   | 1,3  | 11 085    |
| Sabrosa                     | 40,8 | 47,0    | 2,2     | 6,1    | 0,5  | 4 200     |
| Sabugal                     | 41,3 | 40,7    | 2,4     | 10,8   | 0,9  | 9 084     |
| Salvaterra de Magos         | 53,0 | 19,9    | 15,0    | 6,3    | 1,7  | 8 256     |
| Santa Comba Dão             | 39,0 | 45,7    | 1,5     | 8,0    | 1,5  | 6 904     |
| Santa Cruz                  | 37,1 | 44,4    | 2,7     | 10,9   | 0,9  | 13 639    |
| Santa Cruz da Graciosa      | 50,5 | 44,1    | 0,5     | 2,3    | 0,6  | 2 478     |
| Santa Cruz das Flores       | 53,3 | 27,4    | 6,9     | 8,4    | 1,0  | 1 124     |
| Santa Maria da Feira        | 47,4 | 36,3    | 3,2     | 9,2    | 0,9  | 68 834    |
| Santa Marta de Penaguião    | 51,9 | 38,4    | 1,6     | 4,4    | 0,5  | 5 353     |
| Santana                     | 26,9 | 56,7    | 1,2     | 9,2    | 0,5  | 4 864     |
| Santarém                    | 47,6 | 27,8    | 9,9     | 8,2    | 2,4  | 34 734    |
| Santiago do Cacém           | 44,0 | 18,9    | 24,6    | 5,3    | 2,5  | 16 334    |
| Santo Tirso                 | 53,5 | 29,5    | 5,4     | 7,2    | 1,1  | 40 543    |
| São Brás de Alportel        | 48,2 | 33,2    | 5,9     | 6,9    | 1,8  | 4 398     |
| São João da Madeira         | 48,3 | 29,9    | 5,2     | 12,1   | 1,8  | 11 737    |
| São João da Pesqueira       | 40,9 | 43,4    | 2,4     | 8,3    | 0,6  | 3 825     |
| São Pedro do Sul            | 42,7 | 40,2    | 3,9     | 8,3    | 0,9  | 10 058    |
| São Roque do Pico           | 50,0 | 42,3    | 1,9     | 3,0    | 0,6  | 1 561     |
| São Vicente                 | 29,6 | 52,4    | 1,3     | 11,6   | 0,7  | 3 210     |
| Sardoal                     | 43,8 | 39,2    | 3,7     | 7,3    | 1,5  | 2 825     |
| Sátão                       | 31,4 | 48,2    | 0,8     | 15,4   | 0,7  | 6 916     |
| Seia                        | 47,1 | 36,1    | 4,9     | 7,5    | 1,1  | 15 530    |
| Seixal                      | 43,2 | 18,9    | 24,2    | 5,8    | 3,5  | 65 696    |
| Sernancelhe                 | 33,1 | 43,9    | 0,9     | 18,4   | 0,5  | 3 544     |
| Serpa                       | 37,7 | 13,2    | 39,6    | 3,8    | 1,2  | 8 707     |
| Sertã                       | 31,9 | 56,0    | 1,1     | 7,1    | 0,8  | 10 081    |
| Sesimbra                    | 47,1 | 21,0    | 18,1    | 6,1    | 2,9  | 16 342    |
| Setúbal                     | 46,3 | 19,7    | 19,3    | 6,8    | 3,9  | 54 908    |
| Sever do Vouga              | 25,1 | 48,8    | 1,9     | 20,1   | 0,9  | 7 693     |
| Silves                      | 48,1 | 28,8    | 11,4    | 5,0    | 1,8  | 15 844    |
| Sines                       | 46,4 | 16,0    | 24,9    | 4,8    | 3,2  | 6 020     |
| Sintra                      | 45,1 | 25,4    | 12,6    | 7,6    | 4,8  | 148 390   |
| Sobral de Monte Agraço      | 43,5 | 20,2    | 22,0    | 6,2    | 2,5  | 3 979     |
| Soure                       | 57,0 | 27,5    | 5,6     | 4,8    | 1,2  | 11 346    |
| Sousel                      | 41,2 | 30,0    | 18,7    | 4,4    | 0,5  | 3 459     |
| Tábua                       | 44,3 | 42,4    | 1,9     | 6,7    | 0,7  | 6 644     |
| Tabuaço                     | 34,5 | 43,3    | 1,2     | 16,3   | 0,5  | 3 811     |
| Tarouca                     | 44,6 | 38,9    | 2,6     | 9,6    | 0,6  | 3 689     |
| Tavira                      | 49,8 | 31,9    | 5,6     | 5,7    | 2,1  | 12 078    |
| Terras de Bouro             | 33,7 | 50,1    | 2,6     | 9,0    | 0,5  | 5 061     |
| Tomar                       | 43,5 | 36,5    | 5,1     | 8,5    | 2,1  | 24 550    |
| Tondela                     | 33,0 | 48,8    | 1,9     | 11,5   | 1,1  | 17 902    |
| Torre de Moncorvo           | 41,4 | 43,1    | 2,4     | 8,8    | 0,7  | 5 984     |
| Torres Novas                | 47,4 | 27,2    | 10,2    | 7,6    | 3,1  | 20 490    |
| Torres Vedras               | 44,3 | 32,0    | 9,2     | 7,6    | 2,6  | 34 261    |
| Trancoso                    | 37,4 | 46,2    | 1,8     | 10,2   | 1,1  | 5 931     |
| Trofa                       | 43,1 | 41,1    | 3,5     | 8,3    | 1,1  | 19 756    |
| Vagos                       | 14,8 | 51,2    | 0,7     | 29,1   | 1,0  | 10 079    |
| Vale de Cambra              | 37,7 | 34,2    | 2,0     | 21,6   | 1,0  | 14 332    |
| Valença                     | 44,4 | 38,2    | 2,3     | 10,9   | 0,7  | 6 983     |
| Valongo                     | 49,9 | 31,7    | 7,1     | 5,8    | 2,1  | 43 819    |
| Valpaços                    | 25,0 | 64,8    | 0,8     | 6,1    | 0,3  | 11 060    |
| Velas                       | 42,6 | 43,6    | 1,2     | 9,4    | 1,1  | 2 519     |
| Vendas Novas                | 36,6 | 21,8    | 30,2    | 5,6    | 1,3  | 6 274     |
| Viana do Alentejo           | 40,7 | 14,4    | 33,5    | 3,7    | 1,1  | 2 778     |
| Viana do Castelo            | 42,6 | 31,2    | 9,0     | 11,3   | 2,0  | 48 618    |
| Vidigueira                  | 49,8 | 12,9    | 26,6    | 4,4    | 1,1  | 3 365     |
| Vieira do Minho             | 43,9 | 42,0    | 3,0     | 6,4    | 0,8  | 8 416     |
| Vila de Rei                 | 18,0 | 64,9    | 1,5     | 10,2   | 0,9  | 2 448     |
| Vila do Bispo               | 54,7 | 24,3    | 8,5     | 6,4    | 1,8  | 2 658     |
| Vila do Conde               | 52,3 | 31,9    | 4,4     | 6,9    | 1,6  | 39 093    |
| Vila do Porto               | 70,0 | 21,5    | 1,6     | 3,5    | 1,4  | 1 836     |
| Vila Flor                   | 40,3 | 42,3    | 3,0     | 10,1   | 0,7  | 4 709     |
| Vila Franca de Xira         | 47,9 | 18,6    | 21,0    | 5,3    | 3,5  | 58 127    |
| Vila Franca do Campo        | 59,4 | 30,2    | 1,2     | 6,2    | 0,6  | 4 346     |
| Vila Nova da Barquinha      | 53,3 | 23,0    | 9,6     | 7,3    | 2,5  | 4 118     |
| Vila Nova de Cerveira       | 50,8 | 34,3    | 2,5     | 7,7    | 1,1  | 5 224     |
| Vila Nova de Famalicão      | 46,7 | 35,5    | 5,2     | 8,4    | 1,0  | 67 623    |
| Vila Nova de Foz Coa        | 43,5 | 43,9    | 2,3     | 6,8    | 1,0  | 5 109     |
| Vila Nova de Gaia           | 49,5 | 30,4    | 7,2     | 7,2    | 2,5  | 145 922   |
| Vila Nova de Paiva          | 33,7 | 40,4    | 1,2     | 19,6   | 0,9  | 3 048     |
| Vila Nova de Poiares        | 43,3 | 42,1    | 2,8     | 6,5    | 0,9  | 3 383     |
| Vila Pouca de Aguiar        | 42,1 | 43,2    | 3,0     | 7,0    | 0,7  | 8 158     |
| Vila Praia da Vitória       | 53,2 | 37,2    | 0,5     | 6,6    | 0,6  | 8 401     |
| Vila Real                   | 41,5 | 42,5    | 3,4     | 7,6    | 1,3  | 27 364    |
| Vila Real de Santo António  | 48,1 | 22,2    | 18,1    | 5,4    | 2,2  | 7 765     |
| Vila Velha de Ródão         | 58,9 | 29,2    | 5,6     | 2,6    | 0,9  | 3 092     |
| Vila Verde                  | 32,8 | 50,1    | 2,0     | 10,8   | 0,6  | 24 566    |
| Vila Viçosa                 | 47,6 | 22,2    | 17,6    | 6,8    | 1,4  | 4 556     |
| Vimioso                     | 39,7 | 50,3    | 1,7     | 3,2    | 0,9  | 3 125     |
| Vinhais                     | 49,1 | 39,9    | 1,8     | 5,7    | 0,7  | 6 156     |
| Viseu                       | 36,9 | 44,1    | 2,4     | 11,2   | 2,1  | 48 597    |
| Vizela                      | 64,9 | 20,8    | 5,1     | 5,9    | 0,8  | 11 162    |
| Vouzela                     | 35,3 | 48,0    | 2,6     | 9,6    | 1,2  | 6 374     |
| Portugal                    | 44,0 | 32,3    | 9,0     | 8,4    | 2,5  | 5 363 906 |

## Resultados por círculo eleitoral

### Açores
| Partidos                | Partidos                             | Votos   | %             | +/-  | Deputados | +/-     |
| ----------------------- | ------------------------------------ | ------- | ------------- | ---- | --------- | ------- |
|                         | Partido Socialista                   | 49 954  | 53,3 / 100,0  | 15,7 | 3 / 5     | 1       |
|                         | Partido Social Democrata             | 33 524  | 35,8 / 100,0  | 12,0 | 2 / 5     | 1       |
|                         | Partido Popular                      | 5 219   | 5,6 / 100,0   | 3,8  | 0 / 5     | Estável |
|                         | CDU – Coligação Democrática Unitária | 1 620   | 1,7 / 100,0   | 0,1  | 0 / 5     | Estável |
|                         | Bloco de Esquerda                    | 993     | 1,1 / 100,0   | Novo | 0 / 5     | Novo    |
|                         | Outros                               | 945     | 1,0 / 100,0   |      | 0 / 5     |         |
| Votos inválidos         | Votos inválidos                      | 1 469   | 1,6 / 100,0   | 0,1  |           |         |
| Total                   | Total                                | 93 724  | 100,0 / 100,0 |      | 5 / 5     |         |
| Eleitorado/Participação | Eleitorado/Participação              | 186 614 | 50,2 / 100,0  | 6,2  |           |         |

### Aveiro
| Partidos                | Partidos                             | Votos   | %             | +/-     | Deputados | +/-     |
| ----------------------- | ------------------------------------ | ------- | ------------- | ------- | --------- | ------- |
|                         | Partido Socialista                   | 145 577 | 40,2 / 100,0  | Estável | 7 / 15    | 1       |
|                         | Partido Social Democrata             | 138 717 | 38,3 / 100,0  | 2,9     | 6 / 15    | Estável |
|                         | Partido Popular                      | 49 196  | 13,6 / 100,0  | 1,0     | 2 / 15    | Estável |
|                         | CDU – Coligação Democrática Unitária | 12 787  | 3,5 / 100,0   | 0,8     | 0 / 15    | Estável |
|                         | Bloco de Esquerda                    | 4 677   | 1,3 / 100,0   | Novo    | 0 / 15    | Novo    |
|                         | Outros                               | 5 135   | 1,4 / 100,0   |         | 0 / 15    |         |
| Votos inválidos         | Votos inválidos                      | 6 246   | 1,7 / 100,0   | Estável |           |         |
| Total                   | Total                                | 362 337 | 100,0 / 100,0 |         | 15 / 15   | 1       |
| Eleitorado/Participação | Eleitorado/Participação              | 571 554 | 63,4 / 100,0  | 7,8     |           |         |

### Beja
| Partidos                | Partidos                                        | Votos   | %             | +/-  | Deputados | +/-     |
| ----------------------- | ----------------------------------------------- | ------- | ------------- | ---- | --------- | ------- |
|                         | Partido Socialista                              | 39 729  | 46,7 / 100,0  | 0,9  | 2 / 3     | Estável |
|                         | CDU – Coligação Democrática Unitária            | 24 080  | 28,3 / 100,0  | 0,9  | 1 / 3     | Estável |
|                         | Partido Social Democrata                        | 12 310  | 14,5 / 100,0  | 1,2  | 0 / 3     | 1       |
|                         | Partido Popular                                 | 3 313   | 3,9 / 100,0   | 0,3  | 0 / 3     | Estável |
|                         | Partido Comunista dos Trabalhadores Portugueses | 1 664   | 2,0 / 100,0   | 0,3  | 0 / 3     | Estável |
|                         | Bloco de Esquerda                               | 1 314   | 1,6 / 100,0   | Novo | 0 / 3     | Novo    |
|                         | Outros                                          | 882     | 1,0 / 100,0   |      | 0 / 3     |         |
| Votos inválidos         | Votos inválidos                                 | 1 723   | 2,0 / 100,0   | 0,2  |           |         |
| Total                   | Total                                           | 85 015  | 100,0 / 100,0 |      | 3 / 3     | 1       |
| Eleitorado/Participação | Eleitorado/Participação                         | 145 288 | 58,5 / 100,0  | 5,4  |           |         |

### Braga
| Partidos                | Partidos                             | Votos   | %             | +/-  | Deputados | +/-     |
| ----------------------- | ------------------------------------ | ------- | ------------- | ---- | --------- | ------- |
|                         | Partido Socialista                   | 194 979 | 44,3 / 100,0  | 1,4  | 8 / 17    | Estável |
|                         | Partido Social Democrata             | 161 616 | 36,7 / 100,0  | 1,5  | 7 / 17    | Estável |
|                         | Partido Popular                      | 38 973  | 8,9 / 100,0   | 1,8  | 1 / 17    | Estável |
|                         | CDU – Coligação Democrática Unitária | 23 828  | 5,4 / 100,0   | 0,9  | 1 / 17    | 1       |
|                         | Bloco de Esquerda                    | 5 164   | 1,2 / 100,0   | Novo | 0 / 17    | Novo    |
|                         | Outros                               | 8 808   | 2,0 / 100,0   |      | 0 / 17    |         |
| Votos inválidos         | Votos inválidos                      | 6 524   | 1,5 / 100,0   | 0,2  |           |         |
| Total                   | Total                                | 439 892 | 100,0 / 100,0 |      | 17 / 17   | 1       |
| Eleitorado/Participação | Eleitorado/Participação              | 651 832 | 67,5 / 100,0  | 3,2  |           |         |

### Bragança
| Partidos                | Partidos                             | Votos   | %             | +/- | Deputados | +/-     |
| ----------------------- | ------------------------------------ | ------- | ------------- | --- | --------- | ------- |
|                         | Partido Social Democrata             | 37 130  | 45,1 / 100,0  | 0,3 | 2 / 4     | Estável |
|                         | Partido Socialista                   | 32 715  | 39,7 / 100,0  | 0,6 | 2 / 4     | Estável |
|                         | Partido Popular                      | 7 131   | 8,7 / 100,0   | 0,7 | 0 / 4     | Estável |
|                         | CDU – Coligação Democrática Unitária | 2 160   | 2,6 / 100,0   | 0,7 | 0 / 4     | Estável |
|                         | Outros                               | 1 786   | 2,2 / 100,0   |     | 0 / 4     |         |
| Votos inválidos         | Votos inválidos                      | 1 408   | 1,7 / 100,0   | 0,5 |           |         |
| Total                   | Total                                | 82 330  | 100,0 / 100,0 |     | 4 / 4     |         |
| Eleitorado/Participação | Eleitorado/Participação              | 151 203 | 54,5 / 100,0  | 4,2 |           |         |

### Castelo Branco
| Partidos                | Partidos                             | Votos   | %             | +/-  | Deputados | +/-     |
| ----------------------- | ------------------------------------ | ------- | ------------- | ---- | --------- | ------- |
|                         | Partido Socialista                   | 63 309  | 51,6 / 100,0  | 1,6  | 3 / 5     | Estável |
|                         | Partido Social Democrata             | 39 176  | 32,0 / 100,0  | 0,1  | 2 / 5     | Estável |
|                         | Partido Popular                      | 7 660   | 6,3 / 100,0   | 0,9  | 0 / 5     | Estável |
|                         | CDU – Coligação Democrática Unitária | 6 444   | 5,3 / 100,0   | 1,8  | 0 / 5     | Estável |
|                         | Bloco de Esquerda                    | 1 522   | 1,2 / 100,0   | Novo | 0 / 5     | Novo    |
|                         | Outros                               | 1 858   | 1,5 / 100,0   |      | 0 / 5     |         |
| Votos inválidos         | Votos inválidos                      | 2 580   | 2,1 / 100,0   | 0,1  |           |         |
| Total                   | Total                                | 122 633 | 100,0 / 100,0 |      | 5 / 5     |         |
| Eleitorado/Participação | Eleitorado/Participação              | 192 029 | 63,9 / 100,0  | 3,5  |           |         |

### Coimbra
| Partidos                | Partidos                             | Votos   | %             | +/-  | Deputados | +/-     |
| ----------------------- | ------------------------------------ | ------- | ------------- | ---- | --------- | ------- |
|                         | Partido Socialista                   | 109 536 | 47,2 / 100,0  | 1,9  | 6 / 10    | Estável |
|                         | Partido Social Democrata             | 81 760  | 35,2 / 100,0  | 0,7  | 4 / 10    | Estável |
|                         | CDU – Coligação Democrática Unitária | 14 200  | 6,1 / 100,0   | 1,0  | 0 / 10    | Estável |
|                         | Partido Popular                      | 13 875  | 6,0 / 100,0   | 1,1  | 0 / 10    | Estável |
|                         | Bloco de Esquerda                    | 4 536   | 2,0 / 100,0   | Novo | 0 / 10    | Novo    |
|                         | Outros                               | 3 512   | 1,5 / 100,0   |      | 0 / 10    |         |
| Votos inválidos         | Votos inválidos                      | 4 844   | 2,1 / 100,0   | 0,2  |           |         |
| Total                   | Total                                | 232 263 | 100,0 / 100,0 |      | 10 / 10   |         |
| Eleitorado/Participação | Eleitorado/Participação              | 378 410 | 61,4 / 100,0  | 5,6  |           |         |

### Évora
| Partidos                | Partidos                                        | Votos   | %             | +/-  | Deputados | +/-     |
| ----------------------- | ----------------------------------------------- | ------- | ------------- | ---- | --------- | ------- |
|                         | Partido Socialista                              | 42 325  | 45,7 / 100,0  | 3,1  | 2 / 4     | Estável |
|                         | CDU – Coligação Democrática Unitária            | 22 839  | 24,6 / 100,0  | 2,3  | 1 / 4     | Estável |
|                         | Partido Social Democrata                        | 17 307  | 18,7 / 100,0  | 1,5  | 1 / 4     | Estável |
|                         | Partido Popular                                 | 4 683   | 5,1 / 100,0   | 0,1  | 0 / 4     | Estável |
|                         | Partido Comunista dos Trabalhadores Portugueses | 1 588   | 1,7 / 100,0   | 0,2  | 0 / 4     | Estável |
|                         | Bloco de Esquerda                               | 1 392   | 1,5 / 100,0   | Novo | 0 / 4     | Novo    |
|                         | Outros                                          | 893     | 1,0 / 100,0   |      | 0 / 4     |         |
| Votos inválidos         | Votos inválidos                                 | 1 700   | 1,8 / 100,0   | 0,1  |           |         |
| Total                   | Total                                           | 92 696  | 100,0 / 100,0 |      | 4 / 4     |         |
| Eleitorado/Participação | Eleitorado/Participação                         | 148 311 | 62,5 / 100,0  | 6,7  |           |         |

### Faro
| Partidos                | Partidos                                        | Votos   | %             | +/-  | Deputados | +/-     |
| ----------------------- | ----------------------------------------------- | ------- | ------------- | ---- | --------- | ------- |
|                         | Partido Socialista                              | 87 239  | 48,4 / 100,0  | 1,2  | 5 / 8     | Estável |
|                         | Partido Social Democrata                        | 53 153  | 29,5 / 100,0  | 0,3  | 3 / 8     | Estável |
|                         | CDU – Coligação Democrática Unitária            | 14 890  | 8,3 / 100,0   | 0,5  | 0 / 8     | Estável |
|                         | Partido Popular                                 | 13 091  | 7,3 / 100,0   | 1,0  | 0 / 8     | Estável |
|                         | Bloco de Esquerda                               | 4 129   | 2,3 / 100,0   | Novo | 0 / 8     | Novo    |
|                         | Partido Comunista dos Trabalhadores Portugueses | 2 062   | 1,1 / 100,0   | 0,2  | 0 / 8     | Estável |
|                         | Outros                                          | 1 233   | 0,7 / 100,0   |      | 0 / 8     |         |
| Votos inválidos         | Votos inválidos                                 | 4 402   | 2,4 / 100,0   | 0,2  |           |         |
| Total                   | Total                                           | 180 199 | 100,0 / 100,0 |      | 8 / 8     |         |
| Eleitorado/Participação | Eleitorado/Participação                         | 313 728 | 57,4 / 100,0  | 6,8  |           |         |

### Guarda
| Partidos                | Partidos                             | Votos   | %             | +/-     | Deputados | +/-     |
| ----------------------- | ------------------------------------ | ------- | ------------- | ------- | --------- | ------- |
|                         | Partido Socialista                   | 44 271  | 43,4 / 100,0  | 0,4     | 2 / 4     | Estável |
|                         | Partido Social Democrata             | 40 004  | 39,2 / 100,0  | 0,7     | 2 / 4     | Estável |
|                         | Partido Popular                      | 10 014  | 9,8 / 100,0   | 0,1     | 0 / 4     | Estável |
|                         | CDU – Coligação Democrática Unitária | 3 228   | 3,2 / 100,0   | 0,9     | 0 / 4     | Estável |
|                         | Bloco de Esquerda                    | 1 088   | 1,1 / 100,0   | Novo    | 0 / 4     | Novo    |
|                         | Outros                               | 1 080   | 1,1 / 100,0   |         | 0 / 4     |         |
| Votos inválidos         | Votos inválidos                      | 2 410   | 2,4 / 100,0   | Estável |           |         |
| Total                   | Total                                | 102 094 | 100,0 / 100,0 |         | 4 / 4     |         |
| Eleitorado/Participação | Eleitorado/Participação              | 171 619 | 59,5 / 100,0  | 4,6     |           |         |

### Leiria
| Partidos                | Partidos                             | Votos   | %             | +/-     | Deputados | +/-     |
| ----------------------- | ------------------------------------ | ------- | ------------- | ------- | --------- | ------- |
|                         | Partido Social Democrata             | 99 192  | 42,6 / 100,0  | 0,7     | 5 / 10    | Estável |
|                         | Partido Socialista                   | 85 593  | 36,8 / 100,0  | 0,1     | 4 / 10    | Estável |
|                         | Partido Popular                      | 23 099  | 9,9 / 100,0   | 1,5     | 1 / 10    | Estável |
|                         | CDU – Coligação Democrática Unitária | 12 357  | 5,3 / 100,0   | 0,8     | 0 / 10    | Estável |
|                         | Bloco de Esquerda                    | 3 848   | 1,7 / 100,0   | Novo    | 0 / 10    | Novo    |
|                         | Outros                               | 3 707   | 1,6 / 100,0   |         | 0 / 10    |         |
| Votos inválidos         | Votos inválidos                      | 5 067   | 2,2 / 100,0   | Estável |           |         |
| Total                   | Total                                | 232 863 | 100,0 / 100,0 |         | 10 / 10   |         |
| Eleitorado/Participação | Eleitorado/Participação              | 376 706 | 61,8 / 100,0  | 3,5     |           |         |

### Lisboa
| Partidos                | Partidos                             | Votos     | %             | +/-  | Nº Deputados | +/-     |
| ----------------------- | ------------------------------------ | --------- | ------------- | ---- | ------------ | ------- |
|                         | Partido Socialista                   | 486 624   | 42,7 / 100,0  | 1,6  | 23 / 49      | 1       |
|                         | Partido Social Democrata             | 310 577   | 27,3 / 100,0  | 1,7  | 14 / 49      | 1       |
|                         | CDU – Coligação Democrática Unitária | 140 092   | 12,3 / 100,0  | 0,3  | 6 / 49       | Estável |
|                         | Partido Popular                      | 97 028    | 8,5 / 100,0   | 0,9  | 4 / 49       | 1       |
|                         | Bloco de Esquerda                    | 55 340    | 4,9 / 100,0   | Novo | 2 / 49       | Novo    |
|                         | Outros                               | 25 860    | 2,3 / 100,0   |      | 0 / 49       |         |
| Votos inválidos         | Votos inválidos                      | 24 185    | 2,1 / 100,0   | 0,5  |              |         |
| Total                   | Total                                | 1 139 706 | 100,0 / 100,0 |      | 49 / 49      | 1       |
| Eleitorado/Participação | Eleitorado/Participação              | 1 823 980 | 62,5 / 100,0  | 4,7  |              |         |

### Madeira
| Partidos                | Partidos                             | Votos   | %             | +/-  | Deputados | +/-     |
| ----------------------- | ------------------------------------ | ------- | ------------- | ---- | --------- | ------- |
|                         | Partido Social Democrata             | 56 205  | 46,2 / 100,0  | 0,1  | 3 / 5     | Estável |
|                         | Partido Socialista                   | 42 637  | 35,1 / 100,0  | 2,2  | 2 / 5     | Estável |
|                         | Partido Popular                      | 13 209  | 10,9 / 100,0  | 2,0  | 0 / 5     | Estável |
|                         | CDU – Coligação Democrática Unitária | 3 428   | 2,8 / 100,0   | 1,5  | 0 / 5     | Estável |
|                         | Bloco de Esquerda                    | 1 481   | 1,2 / 100,0   | Novo | 0 / 5     | Novo    |
|                         | Outros                               | 1 709   | 1,4 / 100,0   |      | 0 / 5     |         |
| Votos inválidos         | Votos inválidos                      | 2 989   | 2,5 / 100,0   | 0,3  |           |         |
| Total                   | Total                                | 121 658 | 100,0 / 100,0 |      | 5 / 5     |         |
| Eleitorado/Participação | Eleitorado/Participação              | 209 313 | 58,1 / 100,0  | 6,1  |           |         |

### Portalegre
| Partidos                | Partidos                                        | Votos   | %             | +/-     | Deputados | +/-     |
| ----------------------- | ----------------------------------------------- | ------- | ------------- | ------- | --------- | ------- |
|                         | Partido Socialista                              | 36 545  | 51,2 / 100,0  | 0,7     | 2 / 3     | Estável |
|                         | Partido Social Democrata                        | 16 068  | 22,5 / 100,0  | 0,9     | 1 / 3     | Estável |
|                         | CDU – Coligação Democrática Unitária            | 10 687  | 15,0 / 100,0  | 1,0     | 0 / 3     | Estável |
|                         | Partido Popular                                 | 4 180   | 5,9 / 100,0   | 0,4     | 0 / 3     | Estável |
|                         | Partido Comunista dos Trabalhadores Portugueses | 899     | 1,3 / 100,0   | 0,6     | 0 / 3     | Estável |
|                         | Bloco de Esquerda                               | 876     | 1,2 / 100,0   | Novo    | 0 / 3     | Novo    |
|                         | Outros                                          | 653     | 0,9 / 100,0   |         | 0 / 3     |         |
| Votos inválidos         | Votos inválidos                                 | 1 440   | 2,0 / 100,0   | Estável |           |         |
| Total                   | Total                                           | 71 348  | 100,0 / 100,0 |         | 3 / 3     |         |
| Eleitorado/Participação | Eleitorado/Participação                         | 111 994 | 63,7 / 100,0  | 7,6     |           |         |

### Porto
| Partidos                | Partidos                             | Votos     | %             | +/-  | Deputados | +/-     |
| ----------------------- | ------------------------------------ | --------- | ------------- | ---- | --------- | ------- |
|                         | Partido Socialista                   | 439 176   | 48,0 / 100,0  | 1,3  | 19 / 37   | 1       |
|                         | Partido Social Democrata             | 298 910   | 32,7 / 100,0  | 3,7  | 13 / 37   | 1       |
|                         | Partido Popular                      | 68 951    | 7,5 / 100,0   | 0,3  | 3 / 37    | Estável |
|                         | CDU – Coligação Democrática Unitária | 57 138    | 6,2 / 100,0   | 0,2  | 2 / 37    | Estável |
|                         | Bloco de Esquerda                    | 21 374    | 2,3 / 100,0   | Novo | 0 / 37    | Novo    |
|                         | Outros                               | 13 979    | 1,5 / 100,0   |      | 0 / 37    |         |
| Votos inválidos         | Votos inválidos                      | 15 713    | 1,7 / 100,0   | 0,1  |           |         |
| Total                   | Total                                | 915 141   | 100,0 / 100,0 |      | 37 / 37   |         |
| Eleitorado/Participação | Eleitorado/Participação              | 1 415 952 | 64,6 / 100,0  | 6,6  |           |         |

### Santarém
| Partidos                | Partidos                                        | Votos   | %             | +/-  | Deputados | +/-     |
| ----------------------- | ----------------------------------------------- | ------- | ------------- | ---- | --------- | ------- |
|                         | Partido Socialista                              | 110 345 | 45,5 / 100,0  | 0,3  | 5 / 10    | Estável |
|                         | Partido Social Democrata                        | 73 307  | 30,2 / 100,0  | 0,8  | 3 / 10    | Estável |
|                         | CDU – Coligação Democrática Unitária            | 24 564  | 10,1 / 100,0  | 0,6  | 1 / 10    | Estável |
|                         | Partido Popular                                 | 19 560  | 8,1 / 100,0   | 0,6  | 1 / 10    | Estável |
|                         | Bloco de Esquerda                               | 4 800   | 2,0 / 100,0   | Novo | 0 / 10    | Novo    |
|                         | Partido Comunista dos Trabalhadores Portugueses | 2 502   | 1,0 / 100,0   | 0,1  | 0 / 10    | Estável |
|                         | Outros                                          | 1 951   | 0,8 / 100,0   |      | 0 / 10    |         |
| Votos inválidos         | Votos inválidos                                 | 5 501   | 2,3 / 100,0   | 0,2  |           |         |
| Total                   | Total                                           | 242 530 | 100,0 / 100,0 |      | 10 / 10   |         |
| Eleitorado/Participação | Eleitorado/Participação                         | 389 583 | 62,3 / 100,0  | 5,6  |           |         |

### Setúbal
| Partidos                | Partidos                                        | Votos   | %             | +/-  | Deputados | +/-     |
| ----------------------- | ----------------------------------------------- | ------- | ------------- | ---- | --------- | ------- |
|                         | Partido Socialista                              | 170 685 | 43,7 / 100,0  | 1,2  | 8 / 17    | 1       |
|                         | CDU – Coligação Democrática Unitária            | 96 709  | 24,8 / 100,0  | 1,0  | 5 / 17    | 1       |
|                         | Partido Social Democrata                        | 70 347  | 18,0 / 100,0  | 0,4  | 3 / 17    | Estável |
|                         | Partido Popular                                 | 21 983  | 5,6 / 100,0   | 1,6  | 1 / 17    | Estável |
|                         | Bloco de Esquerda                               | 13 806  | 3,5 / 100,0   | Novo | 0 / 17    | Novo    |
|                         | Partido Comunista dos Trabalhadores Portugueses | 4 142   | 1,1 / 100,0   | 0,6  | 0 / 17    | Estável |
|                         | Outros                                          | 4 679   | 1,2 / 100,0   |      | 0 / 17    |         |
| Votos inválidos         | Votos inválidos                                 | 8 054   | 2,1 / 100,0   | 0,4  |           |         |
| Total                   | Total                                           | 390 405 | 100,0 / 100,0 |      | 17 / 17   |         |
| Eleitorado/Participação | Eleitorado/Participação                         | 643 453 | 60,7 / 100,0  | 7,3  |           |         |

### Viana do Castelo
| Partidos                | Partidos                             | Votos   | %             | +/-  | Deputados | +/-     |
| ----------------------- | ------------------------------------ | ------- | ------------- | ---- | --------- | ------- |
|                         | Partido Socialista                   | 55 149  | 40,2 / 100,0  | 1,4  | 3 / 6     | Estável |
|                         | Partido Social Democrata             | 49 081  | 35,8 / 100,0  | 6,3  | 2 / 6     | 1       |
|                         | Partido Popular                      | 19 249  | 14,0 / 100,0  | 2,7  | 1 / 6     | 1       |
|                         | CDU – Coligação Democrática Unitária | 6 886   | 5,0 / 100,0   | 0,4  | 0 / 6     | Estável |
|                         | Bloco de Esquerda                    | 1 689   | 1,2 / 100,0   | Novo | 0 / 6     | Novo    |
|                         | Outros                               | 2 630   | 1,9 / 100,0   |      | 0 / 6     |         |
| Votos inválidos         | Votos inválidos                      | 2 533   | 1,9 / 100,0   | 0,4  |           |         |
| Total                   | Total                                | 137 217 | 100,0 / 100,0 |      | 6 / 6     |         |
| Eleitorado/Participação | Eleitorado/Participação              | 226 975 | 60,5 / 100,0  | 3,9  |           |         |

### Vila Real
| Partidos                | Partidos                             | Votos   | %             | +/- | Deputados | +/-     |
| ----------------------- | ------------------------------------ | ------- | ------------- | --- | --------- | ------- |
|                         | Partido Social Democrata             | 56 646  | 45,5 / 100,0  | 0,5 | 3 / 5     | Estável |
|                         | Partido Socialista                   | 50 713  | 40,8 / 100,0  | 0,8 | 2 / 5     | Estável |
|                         | Partido Popular                      | 8 507   | 6,8 / 100,0   | 1,0 | 0 / 5     | Estável |
|                         | CDU – Coligação Democrática Unitária | 3 004   | 2,4 / 100,0   | 0,5 | 0 / 5     | Estável |
|                         | Outros                               | 3 137   | 2,5 / 100,0   |     | 0 / 5     |         |
| Votos inválidos         | Votos inválidos                      | 2 403   | 1,9 / 100,0   | 0,1 |           |         |
| Total                   | Total                                | 124 410 | 100,0 / 100,0 |     | 5 / 5     |         |
| Eleitorado/Participação | Eleitorado/Participação              | 219 442 | 56,7 / 100,0  | 2,8 |           |         |

### Viseu
| Partidos                | Partidos                             | Votos   | %             | +/-     | Deputados | +/-     |
| ----------------------- | ------------------------------------ | ------- | ------------- | ------- | --------- | ------- |
|                         | Partido Social Democrata             | 90 305  | 44,3 / 100,0  | Estável | 4 / 9     | Estável |
|                         | Partido Socialista                   | 77 726  | 38,1 / 100,0  | 0,3     | 4 / 9     | Estável |
|                         | Partido Popular                      | 21 300  | 10,5 / 100,0  | 1,0     | 1 / 9     | Estável |
|                         | CDU – Coligação Democrática Unitária | 4 479   | 2,2 / 100,0   | 0,4     | 0 / 9     | Estável |
|                         | Bloco de Esquerda                    | 2 400   | 1,2 / 100,0   | Novo    | 0 / 9     | Novo    |
|                         | Outros                               | 3 349   | 1,6 / 100,0   |         | 0 / 9     |         |
| Votos inválidos         | Votos inválidos                      | 4 208   | 2,1 / 100,0   | 0,1     |           |         |
| Total                   | Total                                | 203 767 | 100,0 / 100,0 |         | 9 / 9     |         |
| Eleitorado/Participação | Eleitorado/Participação              | 353 068 | 57,7 / 100,0  | 3,0     |           |         |

### Europa
| Partidos                | Partidos                             | Votos  | %             | +/-  | Deputados | +/-     |
| ----------------------- | ------------------------------------ | ------ | ------------- | ---- | --------- | ------- |
|                         | Partido Socialista                   | 14 277 | 55,4 / 100,0  | 20,3 | 2 / 2     | 1       |
|                         | Partido Social Democrata             | 6 353  | 24,7 / 100,0  | 9,1  | 0 / 2     | 1       |
|                         | CDU – Coligação Democrática Unitária | 1 351  | 5,3 / 100,0   | 1,1  | 0 / 2     | Estável |
|                         | Partido Popular                      | 829    | 3,2 / 100,0   | 1,2  | 0 / 2     | Estável |
|                         | Movimento O Partido da Terra         | 276    | 1,1 / 100,0   | 0,1  | 0 / 2     | Estável |
|                         | Outros                               | 516    | 2,0 / 100,0   |      | 0 / 2     |         |
| Votos inválidos         | Votos inválidos                      | 2 148  | 8,3 / 100,0   | 9,3  |           |         |
| Total                   | Total                                | 25 750 | 100,0 / 100,0 |      | 2 / 2     |         |
| Eleitorado/Participação | Eleitorado/Participação              | 97 023 | 26,5 / 100,0  | 1,2  |           |         |

### Fora da Europa
| Partidos                | Partidos                             | Votos  | %             | +/-  | Deputados | +/-     |
| ----------------------- | ------------------------------------ | ------ | ------------- | ---- | --------- | ------- |
|                         | Partido Social Democrata             | 8 470  | 49,5 / 100,0  | 19,8 | 1 / 2     | 1       |
|                         | Partido Socialista                   | 6 818  | 39,8 / 100,0  | 27,0 | 1 / 2     | 1       |
|                         | Partido Popular                      | 593    | 3,5 / 100,0   | 0,3  | 0 / 2     | Estável |
|                         | CDU – Coligação Democrática Unitária | 287    | 1,7 / 100,0   | 0,5  | 0 / 2     | Estável |
|                         | Outros                               | 309    | 1,8 / 100,0   |      | 0 / 2     |         |
| Votos inválidos         | Votos inválidos                      | 647    | 3,8 / 100,0   | 7,5  |           |         |
| Total                   | Total                                | 17 124 | 100,0 / 100,0 |      | 2 / 2     |         |
| Eleitorado/Participação | Eleitorado/Participação              | 86 527 | 19,8 / 100,0  | 0,6  |           |         |

| Eleições legislativas portuguesas de 1999 Distritos: Aveiro \| Beja \| Braga \| Bragança \| Castelo Branco \| Coimbra \| Évora \| Faro \| Guarda \| Leiria \| Lisboa \| Portalegre \| Porto \| Santarém \| Setúbal \| Viana do Castelo \| Vila Real \| Viseu \| Açores \| Madeira \| Estrangeiro |